# Сик (Клуж)
Сик (рум. Sic) насеље је у Румунији у округу Клуж у општини Сик. Oпштина се налази на надморској висини од 322 m.

## Становништво
Према подацима из 2002. године у насељу је живело 2754 становника.

### Попис2002.
| Расподела становништва по националности 2002.‍ | Расподела становништва по националности 2002.‍ | Расподела становништва по националности 2002.‍ | Расподела становништва по националности 2002.‍ | Расподела становништва по националности 2002.‍ |
| --------------------------------------------- | --------------------------------------------- | --------------------------------------------- | --------------------------------------------- | --------------------------------------------- |
|                                               |                                               |                                               |                                               |                                               |
| Румуни                                        | Румуни                                        |                                               | 110                                           | 4,0%                                          |
| Мађари                                        | Мађари                                        |                                               | 2.637                                         | 95,8%                                         |
| Роми                                          | Роми                                          |                                               | 7                                             | 0,3%                                          |